# آوارگان عشق
آوارگان عشق نام یک مجموعهٔ تلویزیونی ایرانی به کارگردانی «علاءالدین رحیمی» است که در سال ۱۳۷۱ تولید و از شبکه ۱ سیمای جمهوری اسلامی ایران  پخش گردید.

## خلاصه داستان
گروهی از شیعیان که تحت تعقیب حکومت اموی هستند به خانه پیرمردی پناه آورده‌اند. در این میان، عده‌ای به طمع دریافت پاداش، می‌خواهند مکان این پناهندگان را پیدا کنند و آنها را به نیروهای اموی تحویل دهند....

## بازیگران
- جلیل فرجاد
- علی اوسیوند
- معصومه تقی‌پور
- روح‌انگیز مهتدی
- اسفندیار ابراهیمی
- غلامرضا عارف‌نژاد
- اسفندیار مهرتاش
- علی حجاری‌مهر
- احمد ریحانه
- محمد الهی
- حسن کاخی